# Fast & Furious
Fast & Furious, også kendt som The Fast and the Furious, er en mediefranchise, der er centreret om en serie af actionfilm som omhandler gaderæs, kup, spioner og familie. Franchisen inkluderer kortfilm, en animeret tv-serie, legetøj, computerspil, liveshows og forlyster. Filmene distribueres af Universal Pictures.
Den første film er baseret på Vibes artikel "Racer X" fra 1998 af Ken Li og manuskriptet blev skrevet af Gary Scott Thompson, Erik Bergquist og David Ayer, og den blev udgivet i 2001. Dette igangsatte den oprindelige tetralogi med film, der fokuserede på ulovligt gaderæs, og som kulminerede i filmen Fast & Furious (2009). Seriens fokus blev flyttet over til at være kup og spioner med Fast Five (2011), der blev opfulgt med fem film i samme genre, hvoraf den nyeste, Fast X, blev udgivet 19. maj 2023.
Universal udvidede serien til at inkludere spin-offfilmen Hobbs & Shaw (2019), mens datterselskabet DreamWorks Animation producerede en animeret tv-serie til streaming i seks sæsoner kaldet Fast & Furious Spy Racers (2019–2021). Der er bleve udgivet soundtracks til alle filmene, samt opsamlignsalbums med eksisterende musik der høres i filmene. Der er også blev produceret to kortfilm.
Serien har været et kommerciel succes. Det er Universals største franchise, og den ottende mest indtjenende filmserie, med sammenlagt over $7 mia. De første fire film fik blandede anmeldelser, men fra den femte film og fremefter er de blevet bedre modtaget. Uden for filmene har Fast & Furious været brugt i andre medier, der inkluderer attraktioner i Universal Studios Hollywood og Universal Studios Florida, live shows, reklamer, legetøj og computerspil.

## Film

### Film i hovedserien
| Film                                  | Amerikansk udgivelse | Instruktør(er)  | Manuskriptforfatter(e)                           | Historie                                         | Producer(e)                                                                                              |
| ------------------------------------- | -------------------- | --------------- | ------------------------------------------------ | ------------------------------------------------ | --- |
| The Fast and the Furious              | 22. juni 2001        | Rob Cohen       | David Ayer, Erik Bergquist & Gary Scott Thompson | "Racer X" af Ken Li                              | Neal H. Moritz                                                                                           |
| 2 Fast 2 Furious                      | 6. juni 2003         | John Singleton  | Derek Haas & Michael Brandt                      | Derek Haas, Michael Brandt & Gary Scott Thompson | Neal H. Moritz                                                                                           |
| The Fast and the Furious: Tokyo Drift | 16. juni 2006        | Justin Lin      | Chris Morgan                                     | Chris Morgan                                     | Neal H. Moritz                                                                                           |
| Fast & Furious                        | 3. april 2009        | Justin Lin      | Chris Morgan                                     | Chris Morgan                                     | Vin Diesel, Neal H. Moritz & Michael Fottrell                                                            |
| Fast Five                             | 29. april 2011       | Justin Lin      | Chris Morgan                                     | Chris Morgan                                     | Vin Diesel, Neal H. Moritz & Michael Fottrell                                                            |
| Fast & Furious 6                      | 24. maj 2013         | Justin Lin      | Chris Morgan                                     | Chris Morgan                                     | Vin Diesel, Neal H. Moritz & Clayton Townsend                                                            |
| Furious 7                             | 3. april 2015        | James Wan       | Chris Morgan                                     | Chris Morgan                                     | Vin Diesel, Neal H. Moritz & Michael Fottrell                                                            |
| The Fate of the Furious               | 14. april 2017       | F. Gary Gray    | Chris Morgan                                     | Chris Morgan                                     | Vin Diesel, Chris Morgan, Neal H. Moritz & Michael Fottrell                                              |
| F9                                    | 25. juni 2021        | Justin Lin      | Justin Lin & Daniel Casey                        | Justin Lin, Daniel Casey & Alfredo Botello       | Joe Roth, Vin Diesel, Justin Lin, Neal H. Mortiz, Clayton Townsend, Samantha Vincent & Jeff Kirschenbaum |
| Fast X                                | 19. maj 2023         | Louis Leterrier | Dan Mazeau & Justin Lin                          | Zach Dean, Dan Mazeau & Justin Lin               | Vin Diesel, Justin Lin, Neal H. Moritz, Samantha Vincent & Jeff Kirschenbaum                             |

### Spin-off
| Film         | Amerikansk udgivelse | Instruktør(er) | Manuskriptforfatter(e)     | Historie     | Producer(e)                                                |
| ------------ | -------------------- | -------------- | -------------------------- | ------------ | ---------------------------------------------------------- |
| Hobbs & Shaw | 2. august 2019       | David Leitch   | Drew Pearce & Chris Morgan | Chris Morgan | Chris Morgan, Hiram Garcia, Jason Statham & Dwayne Johnson |

### Kortfilm
| Film                                           | Amerikansk udgivelse | Instruktør(er)   | Manuskriptforfatter(e) | Historie                  | Producer(e)                                  | Spilletid |
| ---------------------------------------------- | -------------------- | ---------------- | ---------------------- | ------------------------- | -------------------------------------------- | --------- |
| The Turbo Charged Prelude for 2 Fast 2 Furious | 3. juni 2003         | Philip G. Atwell | Keith Dinielli         | Keith Dinielli            | Chris Palladino                              | 6 mins    |
| Los Bandoleros                                 | 28. juli 2009        | Vin Diesel       | T.J. Mancini           | Vin Diesel & T.J. Mancini | Vin Diesel, Jessy Terrero & Samantha Vincent | 20 mins   |

### Tv-serie
| Tv-serie                  | Sæsoner | Oprindeligt sendt                    | Showrunner                 | Executive producer(e)                                                |
| ------------------------- | ------- | ------------------------------------ | -------------------------- | -------------------------------------------------------------------- |
| Fast & Furious Spy Racers | 6       | 26. december, 2019-17. december 2021 | Tim Hedrick & Bret Haaland | Vin Diesel, Tim Hedrick, Bret Haaland, Chris Morgan & Neal H. Moritz |

## Medvirkende
| Character             | Main films               | Short films                 | Television series           | Spin-off films  |
| --------------------- | ------------------------ | --------------------------- | --------------------------- | --------------- |
| Dominic "Dom" Toretto | Vin Diesel               | Vin Diesel                  | Vin Diesel                  | Skabelon:CEmpty |
| Brian O'Conner        | Paul Walker              | Paul Walker                 | colspan="2" Skabelon:CEmpty |                 |
| Han Lue               | Sung Kang                | Sung Kang                   | colspan="2" Skabelon:CEmpty |                 |
| Letty Ortiz           | Michelle Rodriguez       | Michelle Rodriguez          | colspan="2" Skabelon:CEmpty |                 |
| Luke Hobbs            | Dwayne Johnson           | colspan="2" Skabelon:CEmpty | Dwayne Johnson              |                 |
| Deckard Shaw          | Jason Statham            | colspan="2" Skabelon:CEmpty | Jason Statham               |                 |
| Queenie Shaw          | Helen Mirren             | colspan="2" Skabelon:CEmpty | Helen Mirren                |                 |
| Roman Pearce          | Tyrese Gibson            | colspan="3" Skabelon:CEmpty |                             |                 |
| Tej Parker            | Chris "Ludacris" Bridges | colspan="3" Skabelon:CEmpty |                             |                 |
| Jakob Toretto         | John Cena                | colspan="3" Skabelon:CEmpty |                             |                 |
| Mia Toretto           | Jordana Brewster         | colspan="3" Skabelon:CEmpty |                             |                 |
| Ramsey                | Nathalie Emmanuel        | colspan="3" Skabelon:CEmpty |                             |                 |
| Mr. Nobody            | Kurt Russell             | colspan="3" Skabelon:CEmpty |                             |                 |
| Cipher                | Charlize Theron          | colspan="3" Skabelon:CEmpty |                             |                 |
| Vince                 | Matt Schulze             | colspan="3" Skabelon:CEmpty |                             |                 |
| Tego Leo              | Tego Calderón            | Tego Calderón               | colspan="2" Skabelon:CEmpty |                 |
| Rico Santos           | Don Omar                 | Don Omar                    | colspan="2" Skabelon:CEmpty |                 |
| Elena Neves           | Elsa Pataky              | colspan="3" Skabelon:CEmpty |                             |                 |
| Gisele Yashar         | Gal Gadot                | colspan="3" Skabelon:CEmpty |                             |                 |
| Sean Boswell          | Lucas Black              | colspan="3" Skabelon:CEmpty |                             |                 |

## Modtagelse
| Film                                  | Amerikansk udgivelse | Budget      | Indtjening                | Indtjening     | Indtjening     | Indtjening     | Ref.                 |
| Film                                  | Amerikansk udgivelse | Budget      | Åbningsweekend (Domestic) | USA og Canada  | Internationalt | Verden         | Ref.                 |
| ------------------------------------- | -------------------- | ----------- | ------------------------- | -------------- | -------------- | -------------- | -------------------- |
| The Fast and the Furious              | June 22, 2001        | $38 mio.    | $40,089,015               | $144,745,925   | $62,771,584    | $207,517,509   | [ 3 ]                |
| 2 Fast 2 Furious                      | June 6, 2003         | $76 mio.    | $50,472,480               | $127,154,901   | $109,195,760   | $236,350,661   | [ 4 ]                |
| The Fast and the Furious: Tokyo Drift | June 16, 2006        | $85 mio.    | $23,973,840               | $62,514,415    | $96,450,195    | $158,964,610   | [ 5 ]                |
| Fast & Furious                        | April 3, 2009        | $85 mio.    | $70,950,500               | $155,064,265   | $205,302,605   | $360,366,870   | [ 6 ]                |
| Fast Five                             | April 29, 2011       | $125 mio.   | $86,198,765               | $209,837,675   | $416,300,000   | $626,137,675   | [ 7 ]                |
| Fast & Furious 6                      | May 24, 2013         | $160 mio.   | $97,375,245               | $238,679,850   | $550,001,118   | $788,680,968   | [ 8 ]                |
| Furious 7                             | April 3, 2015        | $190 mio.   | $147,187,040              | $353,007,020   | $1,162,334,379 | $1,515,341,399 | [ 9 ]                |
| The Fate of the Furious               | April 14, 2017       | $250 mio.   | $98,786,705               | $226,008,385   | $1,009,996,733 | $1,236,005,118 | [ 10 ]               |
| Fast & Furious Presents: Hobbs & Shaw | August 2, 2019       | $200 mio.   | $60,038,950               | $173,956,935   | $586,775,991   | $760,732,926   | [ 11 ]               |
| F9                                    | June 25, 2021        | $200 mio.   | $70,043,165               | $173,005,945   | $553,223,556   | $726,229,501   | [ 12 ] [ 13 ]        |
| Fast X                                | May 19, 2023         | $378.8 mio. | $67,017,410               | $145,960,660   | $568,594,889   | $714,555,549   | [ 14 ] [ 15 ] [ 16 ] |
| Total                                 | Total                | $1.749 mia. |                           | $2.010.132.811 | $5.326.557.035 | $7.476.903.108 |                      |

| Film                                  | Kritikere         | Kritikere       | Offentlig   |
| Film                                  | Rotten Tomatoes   | Metacritic      | CinemaScore |
| ------------------------------------- | ----------------- | --------------- | ----------- |
| The Fast and the Furious              | 54% (156 reviews) | 58 (34 reviews) | B+          |
| 2 Fast 2 Furious                      | 36% (162 reviews) | 38 (36 reviews) | A−          |
| The Fast and the Furious: Tokyo Drift | 38% (140 reviews) | 45 (32 reviews) | A−          |
| Fast & Furious                        | 29% (178 reviews) | 46 (28 reviews) | A−          |
| Fast Five                             | 78% (209 reviews) | 66 (41 reviews) | A           |
| Fast & Furious 6                      | 71% (214 reviews) | 61 (39 reviews) | A           |
| Furious 7                             | 81% (281 reviews) | 67 (50 reviews) | A           |
| The Fate of the Furious               | 67% (315 reviews) | 56 (45 reviews) | A           |
| Fast & Furious Presents: Hobbs & Shaw | 67% (349 reviews) | 60 (54 reviews) | A−          |
| F9                                    | 60% (316 reviews) | 58 (54 reviews) | B+          |
| Fast X                                | 56% (306 reviews) | 56 (59 reviews) | B+          |